# Keutschita
La keutschita és un mineral de la classe dels sulfurs, que pertany al grup de la stannita. Rep el nom en honor del Dr. Frank Keutsch (1971-), professor de química a la Universitat Harvard i especialista en sulfurs i sulfosals.

## Característiques
La keutschita és una sulfosal de fórmula química Cu₂AgAsS₄. Va ser aprovada com a espècie vàlida per l'Associació Mineralògica Internacional l'any 2014. Es pot considerar una luzonita parcialment substituïda per or. Cristal·litza en el sistema tetragonal.

## Formació i jaciments
Va ser descoberta a la Mina Uchucchacua, situada a la província d'Oyon del Departament de Lima, al Perú. També ha estat descrita a la mina Clara, a l'estat alemany de Baden-Württemberg. Aquests dos indrets són els únics de tot el planeta on ha estat descrita aquesta espècie mineral.